# 飯田女子高等学校
飯田女子高等学校（いいだじょしこうとうがっこう）は、長野県飯田市にある私立高等学校。
文化祭は「女子高祭」と称し、その名称は校名に由来する。
浄土真宗の教えを礎とする、真宗大谷派関係の学校である。

## 沿革
- 1959年4月 - 飯田女子高等学校として開校。

## 姉妹校
- 飯田短期大学（旧：飯田女子短期大学）
- 伊那西高等学校

## 出身者
- タテタカコ - ミュージシャン
- 落合信子

## 最寄駅
- 東海旅客鉄道飯田線：伊那上郷駅より徒歩10分

ただし、電車代の節約のために下山村駅から徒歩で向かう生徒もいる。飯田市内は路線がオメガカーブを描くため、伊那上郷駅から下山村駅までは飯田線で5駅だが、直線距離は2km、路線に沿うと6kmで列車は大概13分〜20分で走行する。